# Superpack Volumes 1 & 2 (álbum de Cher)
Superpack Vol. 1 & 2 es el segundo álbum recopilatorio oficial de la cantante estadounidense Cher, fue lanzado en 1972. Esta colección presenta los sencillos más destacados de Cher, como “Bang Bang (My Baby Shot Me Down)” de 1966, así como también su sencillo debut, “All I Really Want to Do” de 1965. El resto del álbum presenta canciones de los sesenta, entre estos: “Needles & Pins”, “Alfie”, “Hey Joe” y muchos más. Es en su totalidad una compilación de versiones.

## Lista de canciones Vol. 1
Lado A
1. "All I Really Want to Do" (Bob Dylan) – 2:56
2. "The Bells of Rhymney" (Idris Davies, Pete Seeger) – 3:08
3. "Girl Don't Come" (Chris Andrews) – 1:50
4. "Come and Stay With Me" (Jackie DeShannon) – 2:39
5. "Blowin' in the Wind" (Bob Dylan) – 3:30
6. "Needles and Pins" (Sonny Bono, Jack Nitzsche) – 2:35

Lado B
1. "Bang Bang (My Baby Shot Me Down)" (Sonny Bono) 2:50
2. "Elusive Butterfly" (Bob Lind) 2:33
3. "Time" (Michael Merchant) 3:21
4. "Where Do You Go?" (Sonny Bono) 3:21
5. "Until It's Time For You To Go" (Buffy Sainte-Marie) - 2:46
6. "Will You Love Me Tomorrow" (Gerry Goffin, Carole King) - 3:00

Lado C
1. "Alfie" (Burt Bacharach, Hal David) - 2:50
2. "Homeward Bound" (Paul Simon) - 2:27
3. "Catch the Wind]]" (Donovan) - 2:18
4. "Reason to Believe" (Tim Hardin) – 2:26
5. "House Is Not A Home" (Burt Bacharach, Hal David) – 2:14
6. "You Don't Have To Say You Love Me" (Donaggio, Vito Pallavicini) - 2:48

Lado D
1. "You Better Sit Down Kids" (Sonny Bono) - 3:47
2. "Sunny" (Bobby Hebb) 3:06
3. "There But For Fortune" (Phil Ochs) - 3:28
4. "Do You Believe In Magic" (John Sebastian) – 2:36
5. "Mama (When My Dollies Have Babies)" (Sonny Bono) - 3:28
6. "Click Song" (Miriam Makeba) – 2:53

## Lista de canciones Vol. 2
Lado A
1. "Our Day Will Come" (Bob Hilliard, Mort Garson) (2:16)
2. "The Times They Are a-Changin'" (Bob Dylan) - 3:10
3. "Come to Your Window" (Bob Lind) (3:06)
4. "I Wasn't Ready" (Creaux, Hill) – 2:59
5. "Hey Joe" (Billy Roberts) - 3:28
6. "Milord" (Lewis, Marguerite Monnot, George Moustaki) (2:42)

Lado B
1. "Don't Think Twice" (Bob Dylan) – 2:26
2. "She Thinks I Still Care" (Dickey Lee Lipscomb) – 2:14
3. "The Cruel War" (Idris Davies, Pete Seeger) - 3:16
4. "A Young Girl (Une Enfante)" (Oscar Brown, Jr., Charles Aznavour, Robert Chauvigny) (3:24)
5. "Song Called Children " (West) – 3:35
6. "The Girl from Ipanema" (Vinícius de Moraes, Norman Gimbel, Antonio Carlos Jobim) (2:18)

Lado C
1. "Ol' Man River" (Oscar Hammerstein, Jerome Kern) (2:55)
2. "Impossible Dream" (Joe Darion, Mitch Leigh) – 2:26
3. "Cry Myself to Sleep" (Gordon) – 2:20
4. "Carnival" (Luiz Bonfá, Antônio Maria) – 3:26
5. "The Twelfth of Never" (Jerry Livingston, Paul Francis Webster) - 2:16
6. "Like a Rolling Stone" (Bob Dylan) (3:59)

Lado D
1. "It's Not Unusual" (Gordon Mills, Leslie Reed) 2:15)
2. "I Want You" (Bob Dylan) - 2:50
3. "I Will Wait For You" (Norman Gimbel, Jacques Demy, Michel Legrand) - 3:17
4. "Take Me For A Little While" (Trade Martin) – 2:40
5. "Sing for Your Supper" (Lorenz Hart, Richard Rodgers) - 2:36
6. "Go Now" (Larry Banks, Milton Bennett) – 3:56

## Créditos
Personal
- Cher - voz principal

Producción
- Sonny Bono - productor discográfico

## Posicionamientos de Vol. 1
| Lista (1972)          | Posición más alta |
| --------------------- | ----------------- |
| EE. UU. Billboard 200 | 93                |

## Posicionamientos de Vol. 2
| Lista (1972)          | Posición más alta |
| --------------------- | ----------------- |
| EE. UU. Billboard 200 | 95                |